# قضية كاسينجا
قضية كاسينجا كانت قضية قانونية في يونيو 1996، تخص فوزية كاسيندجا (عرفت بكاسينجا)، وهي مراهقة من دولة توجو طلبت اللجوء في الولايات المتحدة من أجل الهروب من الممارسات القبلية المتمثلة في تشويه الأعضاء التناسلية للإناث. المصلحة المختصة بالهجرة منحتها اللجوء في يونيو 1996 وقد شكلت هذه القضية سابقة في قانون الهجرة بالولايات المتحدة الأمريكية. وكنتيجة لأثر هذه القضية أصبح بإمكان اللاجئين تقديم ملفات اللجوء للولايات المتحدة بسبب الاضطهاد القائم على نوع الجنس، علماً بأن اللجوء كان في أغلبه سياسيًا أو دينيًا.
ليلي ميلر مورو، المحامية تحت التمرين التي مثلت كاسيندجا أمام قاضي الهجرة، قامت بتأسيس «مركز عدالة طاهريه» لتقديم المساعدة القانونية والتوصيات الطبية للنساء المهاجرات الهاربات من العنف والاضطهاد بناءً على الجنس. كارين موسالو التي قادت المحاكمة المؤدية إلى قرار المجلس الإيجابي أسست مركز دراسات النوع الاجتماعي واللاجئين (CGRA)، وهي منظمة وطنية مقرها في كلية الحقوق بجامعة كاليفورنيا، وتدافع هذه المنظمة عن اللاجئات. الفارين من الاضطهاد على أساس الجنس. Kassindja (وتعرف أيضا باسم Kasinga) هي عضوة في المجلس الاستشاري CGRS.